# 영국의 섬 목록
다음은 영국의 섬 목록이다. 영국은 섬나라로서 수천 개의 섬으로 이루어져 있으며, 해외 영토에도 수많은 섬들이 자리해 있다. 영국에서 가장 큰 섬은 그레이트브리튼섬으로 영토의 절대다수를 차지하고 있으며 동시에 세계에서 9번째로 큰 섬이기도 하다.

## 영국 본토

영국은 잉글랜드, 북아일랜드, 스코틀랜드, 웨일스의 네 구성국으로 이뤄져 있다.

영국 본토는 브리튼 제도에 속해 있다.
- 그레이트브리튼섬

### 잉글랜드
- 배로섬
- 보든록스섬
- 브라운시섬
- 캔베이섬
- 코케섬
- 드레크스섬
- 에디스톤
- 판 제도
  - 스테이플섬
- 파울니스섬
- 퍼지섬
- 그린섬
- 헤이버게이트섬
- 헤일링섬
- 힐버섬
- 포틀랜드섬
- 셰피섬
- 와이트섬
- 실리 제도
  - 아네트섬
  - 브라이어섬
  - 규섬
  - 샘손섬
  - 세인트애그니스섬
  - 세인트헬렌스섬
  - 세인트마틴스섬
  - 세인트메리스섬
  - 트레스코섬
- 린디스판
- 런디섬
  - 실스록
- 머시섬
- 필시섬
- 포트시섬
- 리즈섬
- 로아섬
- 세기섬
- 스탠로섬
- 스팁홈
- 더기니스
- 토니섬
- 버틀록
- 월러시섬
- 월니섬

### 스코틀랜드
- 알리사크레이그섬
- 애런섬
- 뷰트섬
- 스카이섬
- 라세이섬
- 사우스로나섬
- 소에이섬
- 머크섬
- 에이그섬
- 럼섬
- 슈나섬
- 콜론세이섬
- 오론세이섬
- 스카바섬
- 이어스데일섬
- 쥬라섬
- 아일러섬
- 멀섬
- 울바섬
- 고메트라섬
- 아이오나섬
- 콜섬
- 티리섬

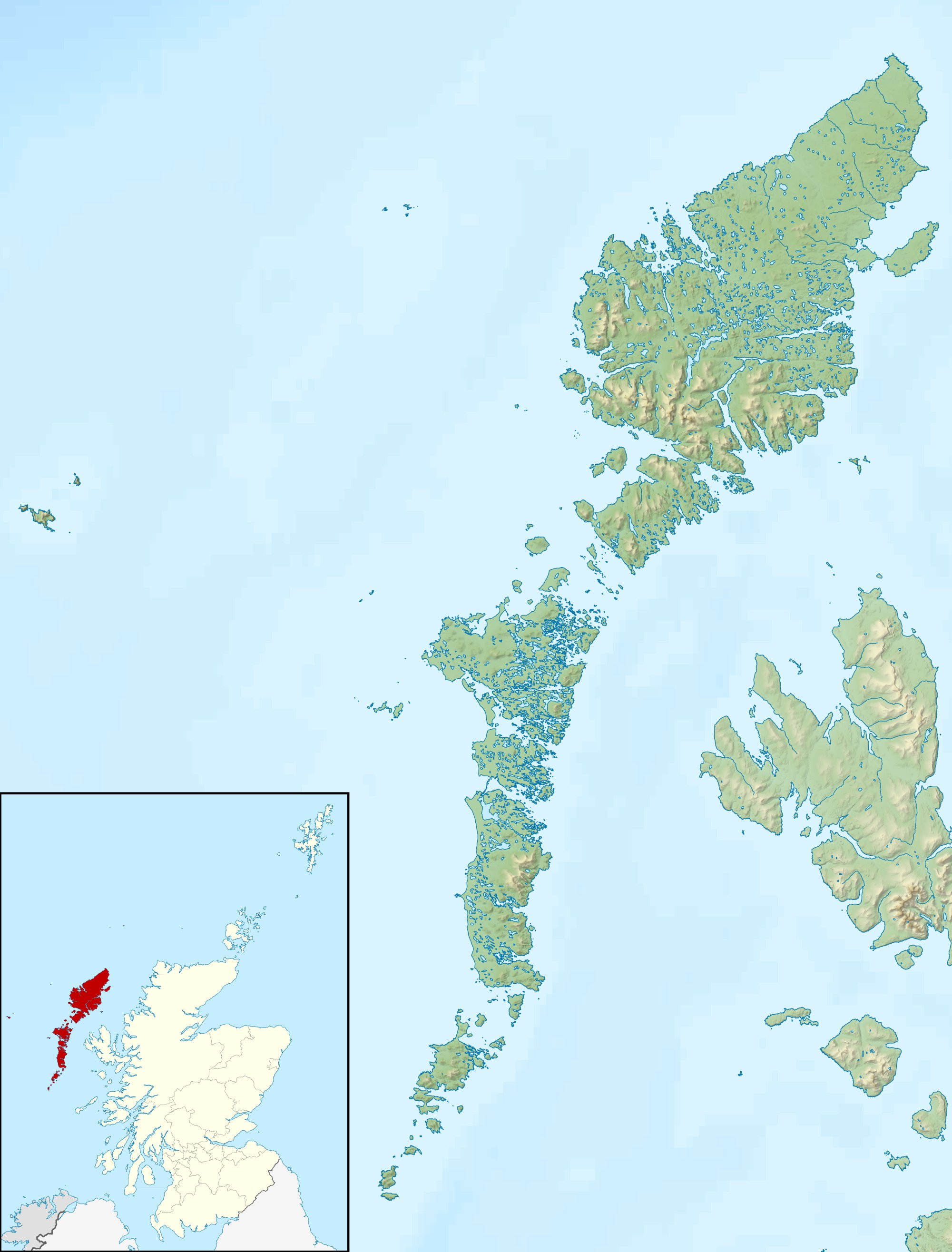
아우터 헤브리디스 제도

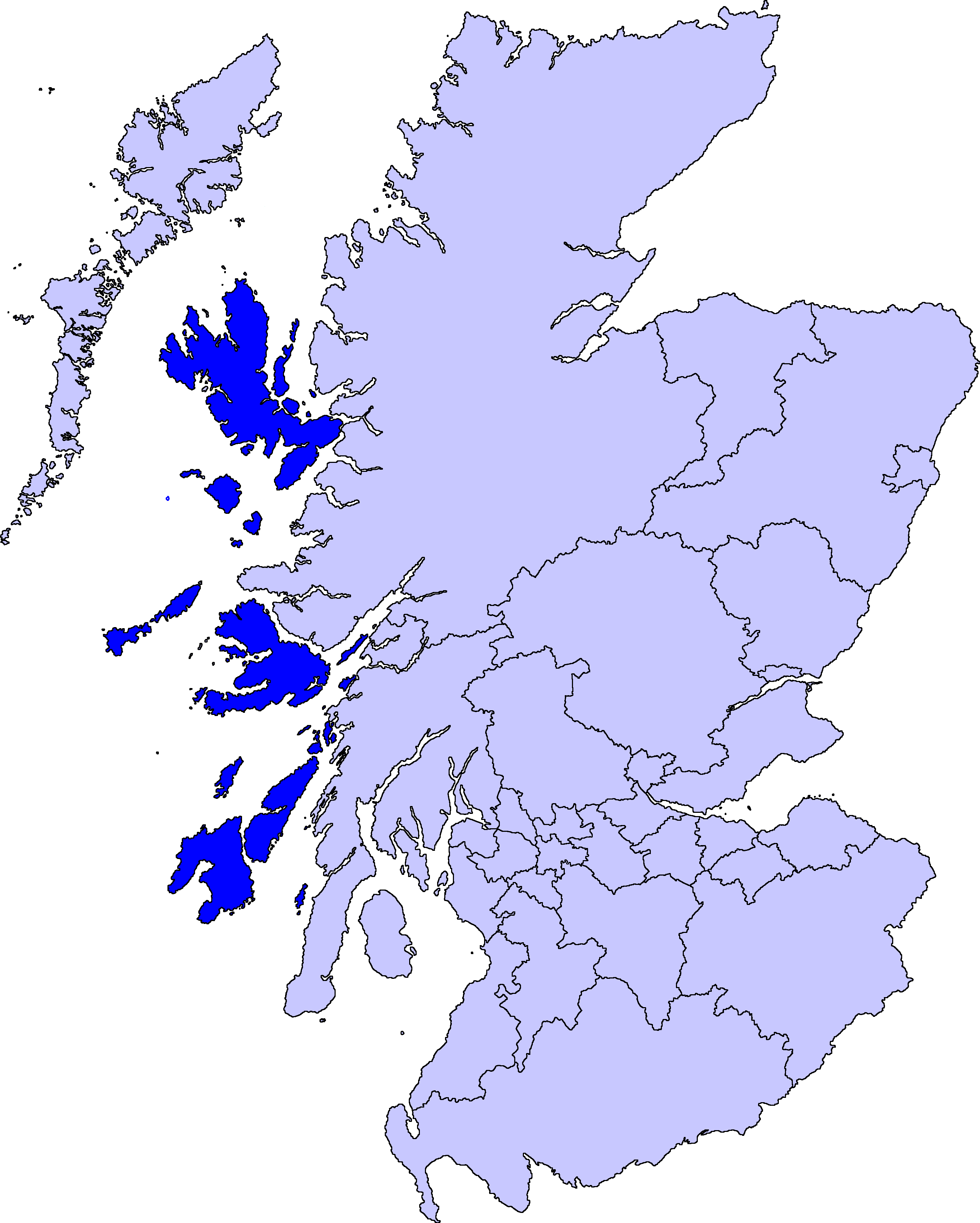
이너헤브리디스 제도

- 루이스해리스섬 (스코틀랜드 최대 규모)
- 오크니 제도
  - 메인랜드섬
- 셰틀랜드 제도
- 로칼섬섬
- 히르타섬
- 포러라이섬
- 스태크리섬
- 배터세이섬
- 에리스케이섬
- 그림지섬섬
- 바라헤드섬
- 바라섬섬
- 밍굴레이섬
- 사우스유이스트섬
- 벤베큘라섬
- 노스유이스트섬
- 발레이섬
- 킬그레이섬
- 그레이트베르너러섬
- 타란세이섬섬
- 스카프섬
- 엘린멜라스타섬
- 스캘페이섬 (이너헤브리디스 제도)
- 스캘페이섬 (아우터헤브리디스 제도)
- 리틀베르너러섬
- 파바이모르섬
- 플로데이섬
- 푸아이모르섬
- 푸아이비그섬
- 바크세이섬
- 노스로나섬
- 설리스커섬
- 에일런콜름킬레섬
- 호이섬
- 노스로널드세이
- 사우스로널드세이
- 산데이섬
- 웨스트레이섬
- 루세이섬
- 게어세이섬
- 에이데이섬
- 오스커리섬
- 스트론세이섬
- 샤핀세이섬
- 버레이섬
- 코핀세이섬
- 풀라섬
- 왈세이섬
- 옐섬
- 언스트섬
- 페어아일섬
- 페틀라섬
- 브레세이섬
- 버라섬
- 머클로섬
- 파파스토어섬
- 트론드라섬
- 아웃스케리스섬
- 무사섬

### 웨일스
- 앵글시섬 (웨일스 최대 규모)
  - 처치섬
  - 크리비나우섬
  - 이스트마우스섬
  - 홀리섬
  - 미들마우스섬
  - 노스스택
  - 퍼핀섬
  - 솔트섬
  - 더스케리스
  - 사우스스택
  - 웨스트마우스섬
- 바지섬
- 칼디섬
- 카디건섬
- 데니섬
- 플랫홀름섬
- 그래스홀름섬
- 램지섬
- 스콕홀름섬
- 스코머섬
- 설리섬

### 북아일랜드

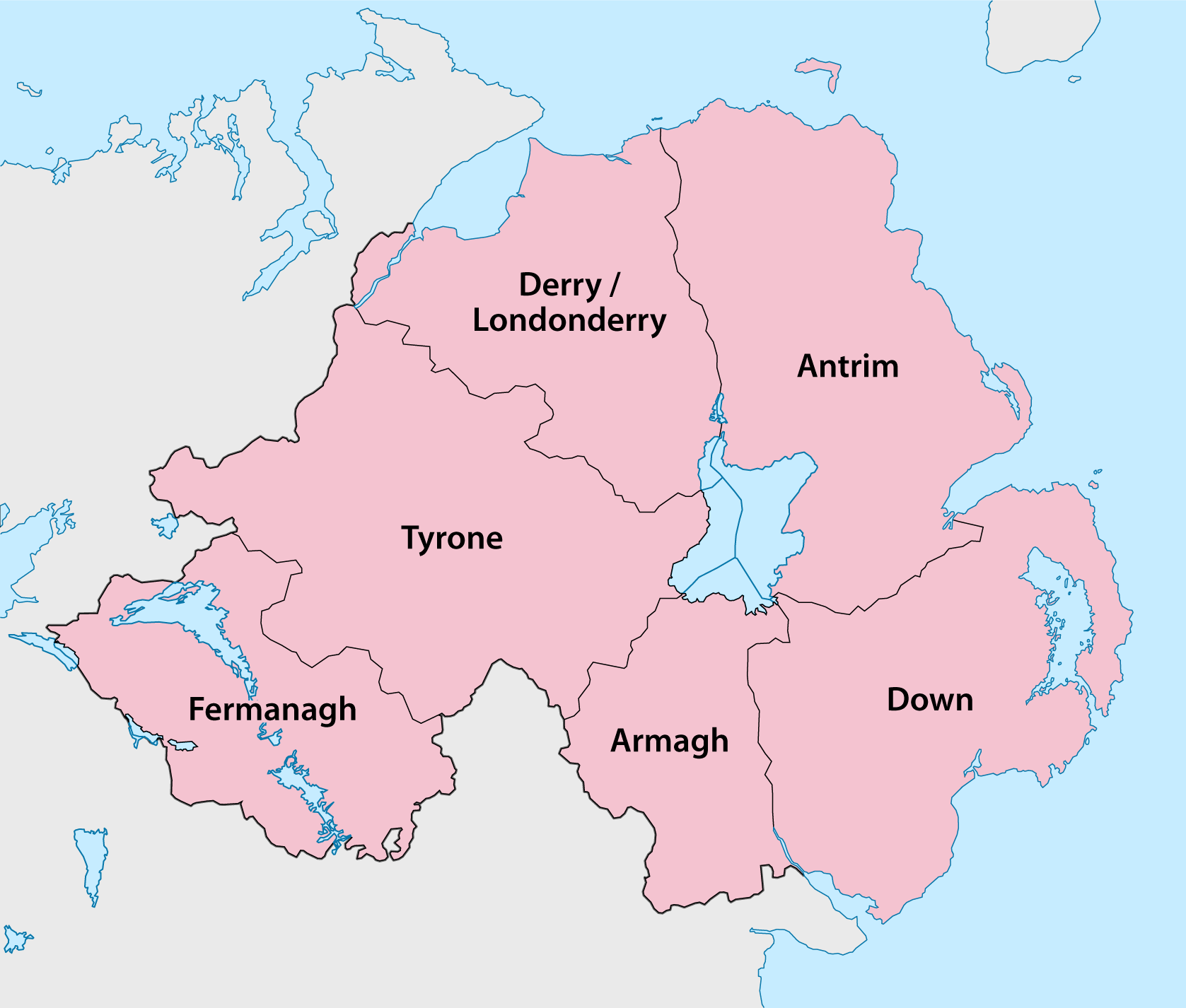
북아일랜드

북아일랜드는 아일랜드섬의 일부에 해당된다. 아일랜드의 섬 문서를 참조.
- 보아섬
- 캐넌록
- 코플랜드 제도
- 러스티모어섬
- 래틀린섬
- 램스섬
- 화이트섬

## 해외 영토

### 앵귈라

앵귈라

- 앵귈라
- 안길리타
- 도그섬
- 프리클리피어케이스
- 샌디섬
- 스크럽섬
- 실섬
- 솜브레로섬 (해트섬)

### 어센션섬

어센션섬

어센션섬은 세인트헬레나의 속령으로, '세인트헬레나 어센션 트리스탄다쿠냐'로 함께 묶인다.
- 어센션섬
- 보트스웨인버드섬
  - 보트스웨인버드록
- 타타르록
- 화이트록스

### 버뮤다

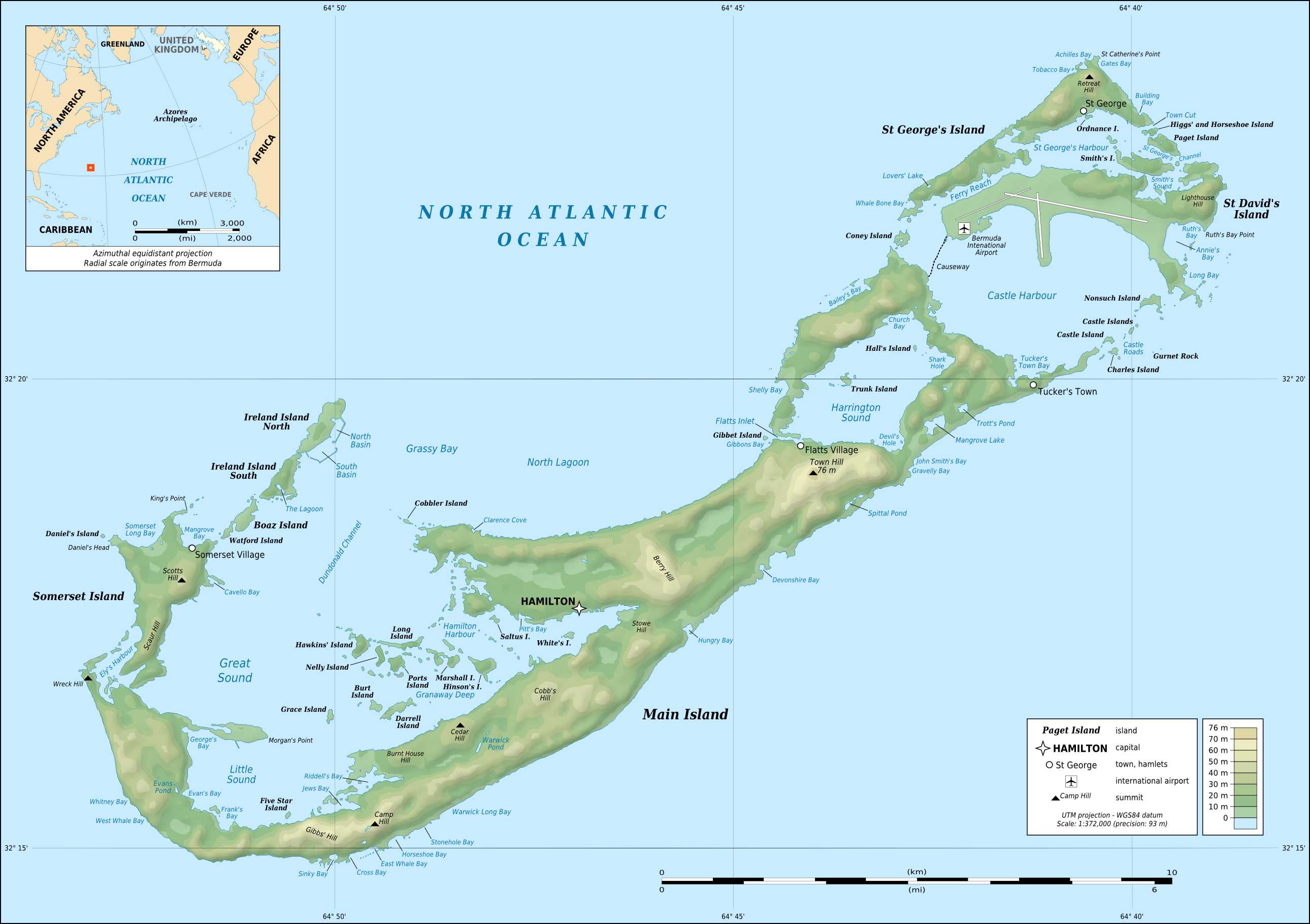
버뮤다

- 보아스섬
- 캐슬섬
- 호킨스섬
- 아일랜드섬
- 논서치섬
- 오드넌스섬
- 패짓섬
- 세인트데이비드섬
- 세인트조지섬
- 스미스섬
- 서머싯섬
- 트렁크섬

### 영국령 인도양 지역

영국령 인도양 지역

프랑스어로 된 섬이름이 많다. 괄호안은 프랑스어 지명 기준.
- 블레넘 환초
- 데인저섬
- 디에고가르시아섬
- 이글제도
  - 이글섬 (에글섬)
  - (오보슈섬)
- 이그먼트제도
  - 이스턴이그먼트섬 (쉬데스트섬)
  - (오라섬)
  - (카르파트섬)
  - (시페유섬)
  - (루빈섬)
- 갠지스환초
- 그레이트차고스환초
- 넬슨스섬
- 오웬환초
- 페로스바노스섬
- 피트환초
- 살로몬제도
  - (앙글레즈섬)
  - (보담섬)
  - (샤를섬)
  - (라파스섬)
  - (디아블섬)
  - (셀섬)
  - (푸케섬)
  - (자코뱅섬)
  - (마푸섬)
  - (풀섬)
  - (세퓔튀르섬)
  - 타카마카제도
    - (타카마카섬)
- 스피커스환초
- 빅토리환초
- 와이트환초

### 영국령 버진아일랜드

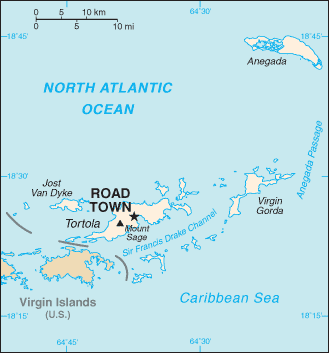
영국령 버진아일랜드

- 애너가다섬
  - 호스슈환초
  - 리틀애너가다섬
- 비프섬
  - 벨러미케이
  - 웨일록
- 도그제도
  - 조지도그섬
  - 그레이트도그섬
  - 실도그제도
    - 이스트실도그섬
    - 리틀실도그섬

  - 웨스트도그섬
- 조스트반다이크섬
  - 리틀조스트반다이크섬
- 리틀시스터즈섬
  - 카벨록
  - 쿠퍼섬
  - 진저섬
  - 노먼섬
  - 펠리칸섬
    - 캐럿록
    - 데드체스트섬

  - 솔트섬
- 토르톨라섬
  - 벅섬
- 버진고다섬
  - 유스타티아섬
  - 폴른예루살렘섬
  - 모스키토섬
  - 네커섬
  - 라운드록

### 케이맨 제도

케이맨 제도

- 케이맨브랙섬
- 그랜드케이맨섬
- 리틀케이맨섬
  - 오웬섬

### 포클랜드 제도

포클랜드 제도

포클랜드 제도는 아르헨티나가 영유권을 주장하는 섬이기도 하다. 포클랜드 제도 영유권 분쟁 문서를 참고.
- 동포클랜드섬
  - 시라이언섬
- 서포클랜드섬
  - 제이슨제도
    - 엘리펀트제이슨섬
    - 플랫제이슨섬
    - 그랜드제이슨섬
    - 사우스제이슨섬
    - 스티플제이슨섬

  - 패시지섬
  - 페블섬
    - 이스트섬
    - 골딩섬
    - 페블섬
    - 래빗섬

  - 손더스섬
  - 스완제도
    - 노스스완섬
    - 스완섬
    - 웨스트스완섬

  - 웨델섬

### 몬세라트
- 몬세라트
  - 고트섬
  - 리틀레돈다섬
  - 피나클록
  - 스태츄섬

### 핏케언 제도
- 두시섬
  - 아카디아섬
  - 에드워드섬
  - 판도라섬
  - 웨스트워드섬
- 헨더슨섬
- 오에노섬
- 핏케언섬

### 세인트헬레나
- 세인트헬레나섬

### 사우스조지 사우스샌드위치 제도
사우스조지아 사우스샌드위치 제도는 아르헨티나가 영유권을 주장하고 있다. 포클랜드 제도 영유권 분쟁 문서 참고.
- 블랙록
- 클러크록스
- 섀그록스
- 사우스조지아섬
  - 안넨코프섬
  - 버드섬
  - 쿠퍼섬
  - 그래스홀름섬
  - 그래스섬
  - 피커스길 제도
  - 웰컴 제도
  - 윌리스 제도
    - 메인섬
    - 트리니티섬
- 사우스샌드위치 제도
  - 캔들마스 제도
  - 센트럴 제도
  - 서던털
  - 트레버세이 제도

### 트리스탄다쿠냐
트리스탄다쿠냐는 세인트헬레나의 속령으로, '세인트헬레나 어센션 트리스탄다쿠냐'로 함께 묶인다.
- 고프섬 (트리스탄다쿠냐의 속령)
- 이낵세시블섬
- 나이팅게일 제도
  - 미들섬
  - 나이팅게일섬
  - 스톨텐호프섬
- 트리스탄다쿠냐섬

### 터크스 케이커스 제도
- 터크스제도
  - 그랜드터크섬
  - 솔트케이
    - 코튼케이
- 케이커스제도
  - 이스트케이커스섬
  - 미들케이커스섬
  - 노스케이커스섬
  - 패럿케이
  - 프로비덴시알레스섬
  - 사우스케이커스섬
  - 웨스트케이커스섬

### 영국령 남극 지역
영국령 남극 지역은 칠레, 아르헨티나의 영유권 주장 영토와 중복된다. 그러나 칠레나 아르헨티나는 국제적으로 인정받지 못하고 영국령만 인식되었으며, 현재는 남극 조약 체결로 남극의 영유권이 항구적으로 금지되어 있다.
- 애들레이드섬
- 아스트롤라베섬
- 버크너섬
- 던디섬
- 더빌섬
- 제임스로스섬
  - 로키어섬
- 조인빌섬
- 스노우힐섬
- 사우스오크니 제도
  - 아쿠냐섬
  - 코로네이션섬
  - 이너섹시블섬
  - 로리섬
  - 파월섬
  - 로버트슨섬
  - 새들섬
  - 섀그내스티섬
  - 시그니섬
  - 발레트섬
- 사우스셰틀랜드 제도
  - 아이초제도
    - 바리엔토스섬
    - 에멜린섬
    - 호르헤아일랜드
    - 세실리아섬 (칠레 측 명칭: 토레섬)
    - 시에라섬
    - 패시지록
    - 모리스록

  - 클래런스섬
  - 디셉션섬
  - 엘리펀트섬
    - 콘월리스섬
    - 기브스섬
    - 로웻섬
    - 실제도

  - 그리니치섬
  - 킹조지섬
    - 브리지맨섬
    - 펭귄섬

  - 리빙스턴선
    - 디솔레이션섬
    - 하프문섬
    - 러기드섬

  - 로섬
  - 넬슨섬
  - 로버트섬
  - 스미스섬
  - 스노섬
- 베가섬
- 지그재그섬

## 왕실속령
영국의 영토와는 별개로 취급되는 왕실속령도 섬으로 구성되어 있다. 다음 목록을 참고.
- 건지 관할구의 섬 목록
- 저지 관할구의 섬 목록
- 맨섬의 섬 목록